# گلریز اختر
گلریز اختر (انگلیسی: Gulraiz Akhtar؛ ۲ فوریهٔ ۱۹۴۳ - ۱ نوامبر ۲۰۲۱) بازیکن هاکی روی چمن اهل پاکستان بود.